# Marth (cráter marciano)

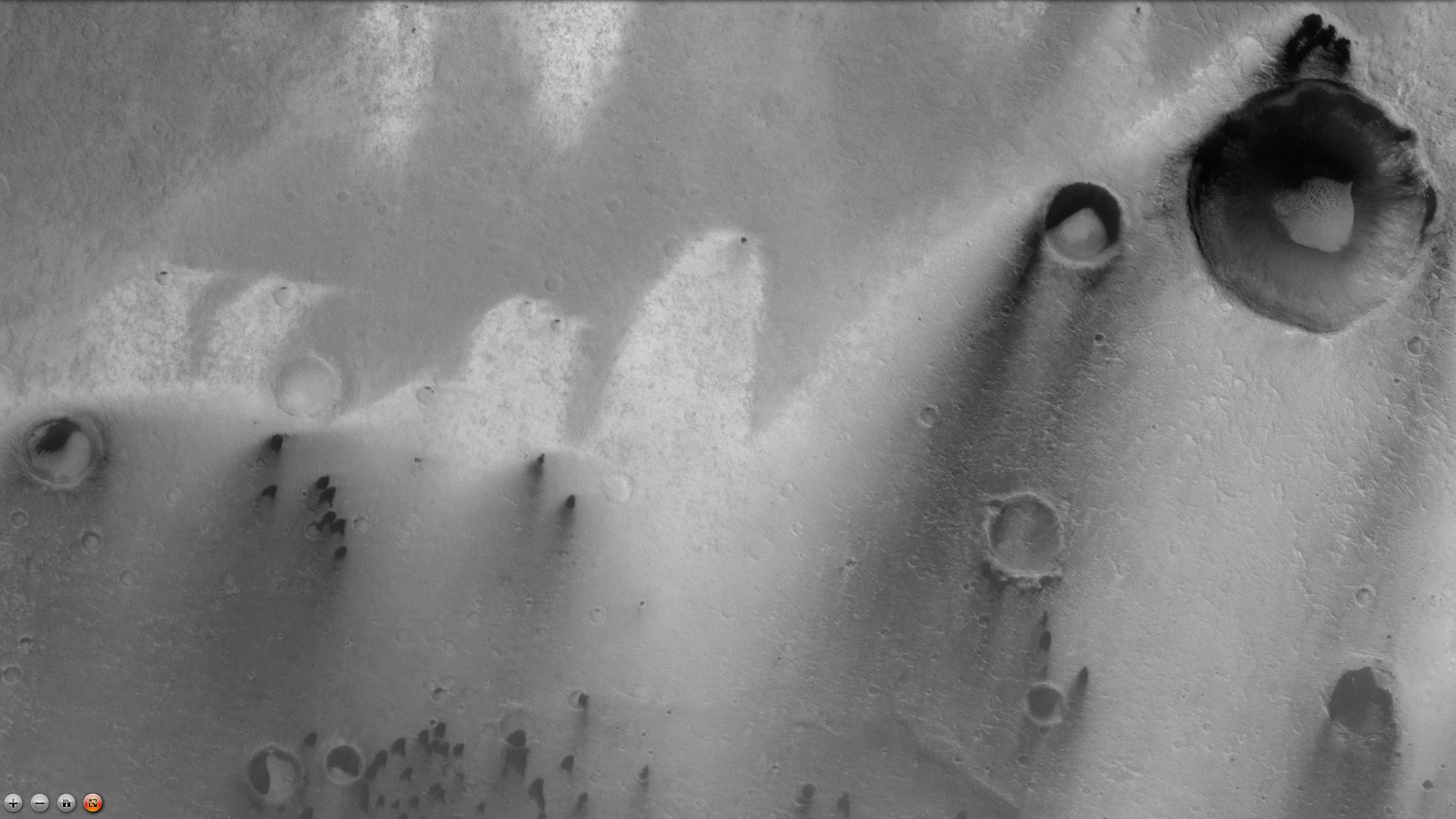
El cráter Marth muestra dunas (detalle de la imagen anterior).

Marth es un cráter de impacto situado en el cuadrángulo Oxia Palus de Marte, en las coordenadas 13.0° de latitud Norte y 3.5° de longitud Oeste. Tiene 98,4 km en diámetro. Su nombre fue aprobado en 1973, y conmemora al astrónomo alemán Albert Marth.
| [[File:Wikimarth.jpg\|1200px\|alt={{{Alt\|{{{descripción}}}]]                                                                       |
| Cráter Marth, fotografía de la cámara CTX a bordo del Mars Reconnaissance Orbiter. (El norte, hacia la izquierda de la fotografía). |

## Dunas
Las marcas claras y oscuras en su superficie son debidas al polvo y la arena impulsados por el viento.  Algunas acumulaciones de arena oscura han formado dunas.